# 聖麗塔 (蒙大拿州)
聖麗塔（英語：Santa Rita）是位於美國蒙大拿州冰川縣的普查規定居民點。

## 歷史
聖麗塔的郵局於1937年設立，其後於2002年停運。

## 人口
根據2020年美國人口普查的數據，聖麗塔的面積為8.97平方千米，皆為陸地。當地共有人口107人，而人口密度為每平方千米11.93人。